# Stephan Barbarino
Stephan Barbarino (* 1955 in Burghausen) ist ein deutscher Musicalautor und Regisseur.

## Leben
Nach seinem Abitur am Camerloher-Gymnasium Freising nahm Barbarino zunächst an der Münchener Ludwig-Maximilians-Universität ein Studium der Kunstgeschichte und der Bayerischen Volkskunde auf. Später wechselte er an die Universität für Musik und darstellende Kunst Graz, um dort Regie zu studieren.
Nach Abschluss seines Studiums entstanden unter Barbarinos Regie Inszenierungen am Staatstheater Stuttgart, am Nationaltheater Mannheim und am Düsseldorfer Schauspielhaus.
Zwischen 1991 und 1994 leitete Barbarino als Intendant die Hamburger Kammerspiele.
Ab 1994 arbeitete Barbarino an der Realisierung eines Musicals über den bayerischen Märchenkönig Ludwig II. 1996 gründete er mit dem Musikverleger Felix Maria Roehl die Ludwig Musical Projekt GmbH und später die Ludwig Musical AG. Aus dieser Zusammenarbeit entstand zwischen 1998 und 2000 in Füssen am Ufer des Forggensees gegenüber den Königsschlössern das Musical Theater Neuschwanstein, entworfen von der Architektin Josephine Barbarino, der Ehefrau Barbarinos. Dort wurde am 7. April 2000 das von Franz Hummel komponierte Musical Ludwig II. – Sehnsucht nach dem Paradies uraufgeführt. Bis zu seiner letzten Vorstellung am 31. Dezember 2003 hatten unter der künstlerischen Leitung Barbarinos rund 1,5 Mio. Menschen die Aufführungen gesehen. Von August bis Oktober 2005 wurde das Werk in einer Münchner Fassung am Deutschen Theater München gezeigt.
Mit dem Dramaturgen und Autor Jan Linders und der israelischen Komponistin Ora Bat Chaim schrieb und inszenierte er zuletzt ein Musiktheaterwerk für den Klezmer-Klarinettisten Giora Feidman. Nothing but music hatte im Mai 2005 im Grand Théâtre de la Ville du Luxembourg Premiere, danach folgte eine große Europa-Tournee. Im März 2008 konnte Barbarino sein Stück „Nothing But MusiK“ am Teatro Franco Parenti in Mailand mit italienischen Schauspielern und der original Musiker-Besetzung wieder mit Giora Feidman in der Landessprache realisieren. Im Juli 2008 wurde die Aufführung zum renommierten Theater- „Festival dei due Mondi Spoleto“ eingeladen und spielte dort im Teatro Romanum drei Vorstellungen.
Zurzeit entstehen für Seinodernichtsein – Agentur für Kunst und Theater, drei neue Musiktheater Projekte: Traviazzta, nach Verdi (zum Verdi-Jahr), Das Floß der Medusa, eine afrikanische Odyssee und ein Balkan UBU. Für das 200. Oktoberfest-Jubiläum hat er das Obanderbandl erfunden.

## Auszeichnungen
- 2001: Kultur- und Kunstpreis der Stadt Füssen, zusammen mit Heinz Hauser und Franz Hummel für das Ludwig-Musical[2]